# Koster-eilanden
De Koster-eilanden zijn een eilandengroep in de Zweedse gemeente Strömstad. De eilanden zijn de westelijkste plek in Zweden, en het grootste deel ervan is natuurreservaat. Er wonen ongeveer 300 mensen op de eilanden.